# Aviceda leuphotes
Il baza nero (Aviceda leuphotes Dumont, 1820) è un rapace di piccole dimensioni della famiglia degli Accipitridi diffuso nelle foreste dell'Asia meridionale e del Sud-est asiatico. Molte popolazioni sono migratrici, come quelle originarie della regione indiana, che trascorrono l'inverno nel sud della penisola e nello Sri Lanka. Il baza nero ha zampe brevi e tozze, e piedi muniti di artigli robusti, oltre alla cresta sulla nuca tipica di tutti i baza. Vive nel folto delle foreste, spesso in piccoli gruppi. Trascorre gran parte della giornata appollaiato in cima agli alberi più alti della foresta, svettanti sulla volta sottostante.

## Tassonomia
Il baza nero è stato descritto per la prima volta a partire da un esemplare proveniente da Pondicherry con il nome di Falco leuphotes. In seguito ne sono state descritte varie razze geografiche, tra le quali A. l. wolfei, descritta a partire da un unico esemplare proveniente dal Sichuan che oggi viene considerato appartenente alla sottospecie A. l. syama. Le sottospecie attualmente riconosciute sono le seguenti, ma la validità di alcune di esse è stata messa in questione e sono necessari ulteriori studi per fare ordine nella tassonomia della specie:
- A. l. syama (Hodgson, 1837) (da Himalaya centrale a Cina meridionale e Myanmar settentrionale);
- A. l. leuphotes (Dumont, 1820) (da India sud-occidentale a Myanmar meridionale e Thailandia occidentale);
- A. l. andamanica Abdulali e Grubh, 1970 (isole Andamane).

## Descrizione

I disegni del sottoala.

Il baza nero è un piccolo rapace dalla colorazione caratteristica; misura 30–35 cm di lunghezza, ha un'apertura alare di 66–80 cm e pesa 168-224 g. È caratterizzato dal becco piccolo e molto ricurvo, nella mascella superiore, la quale porta da ambo i lati due denti taglienti, mentre verso la punta di quella inferiore se ne trovano tre o quattro. Il piumaggio è di un bel grigio quasi nero, col petto di una tonalità ocra-chiara con larghe fasce trasversali scure. Quando è appollaiato, la cresta erettile e la colorazione contrastante lo rendono facile da identificare. Il maschio presenta alcune macchie bianche sulle copritrici primarie e secondarie e sulle scapolari. La femmina ha del bianco solamente sulle scapolari e un numero maggiore di fasce color castano sulla regione ventrale, non troppo numerose nel maschio. I rappresentanti della sottospecie A. l. andamanica hanno la regione ventrale completamente bianca, priva delle bande castane.
Si dice che questi uccelli emanino un odore sgradevole, che è stato paragonato a quello emesso da una cimice.

## Distribuzione e habitat
Questa specie è diffusa nel Sud-est asiatico e in alcune aree dell'Asia meridionale. Gli uccelli originari di certe parti dell'areale hanno abitudini migratorie. Durante le migrazioni i baza neri possono essere scorti in gran numero in alcune località, come Chumphon, in Thailandia, dove costituiscono quasi il 40% dei rapaci di passaggio. Un piccolo numero di esemplari si è stabilito in alcune zone di Hong Kong in tempi recenti, trasformandosi da visitatori estivi a residenti stanziali.
In India meridionale la specie compare regolarmente durante l'inverno, in particolare sui Ghati Occidentali (dove le voci riguardanti possibili casi di nidificazione sono stati messi in discussione) e sui Ghati Orientali (soprattutto durante il passaggio primaverile), e nidifica nell'India nord-orientale e nel Myanmar. Durante l'inverno alcuni esemplari vaganti sono comparsi anche in aree metropolitane o nelle zone circostanti, come il parco nazionale di Guindy a Chennai e i dintorni di Trivandrum e Bangalore. Studi più recenti hanno suggerito che la specie possa essere una visitatrice invernale regolare nella parte orientale dell'India peninsulare, e non solo una migratrice di passaggio. Alcuni individui sono stati avvistati anche a Capo Calimere.

## Biologia

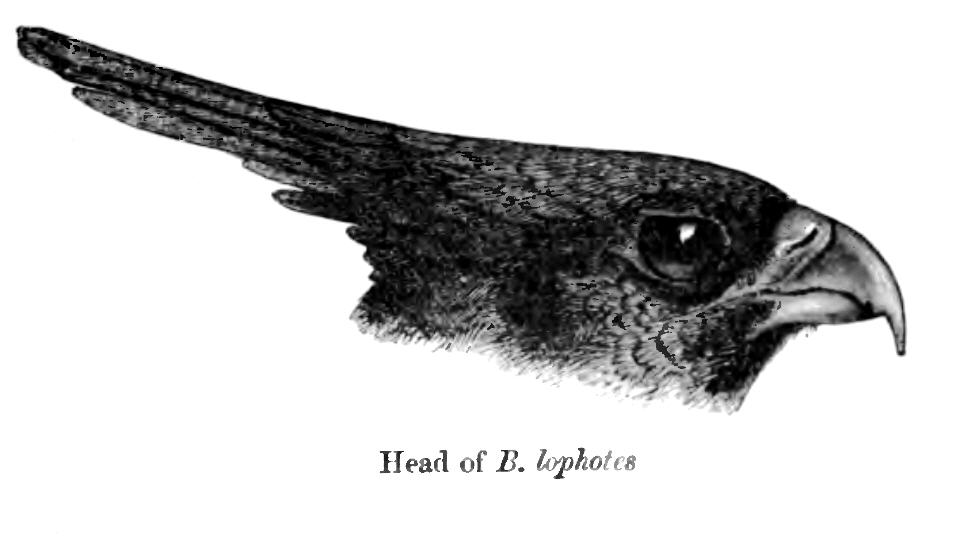
I caratteristici «denti» sulla mascella superiore.

In volo somiglia molto a un corvo e spesso viene avvistato in piccoli gruppi o stormi durante le migrazioni, periodo durante il quale è solito trascorrere la notte in dormitori comunitari. Ha abitudini crepuscolari ed è maggiormente attivo al tramonto e nelle giornate nuvolose.
Si nutre principalmente di insetti, che cattura quasi sempre in aria, ma anche dalle foglie degli alberi, sempre afferrandoli con le zampe. È stato visto anche cercare di catturare piccoli uccelli, quali le ballerine, lanciandosi in picchiata tra gli stormi in volo. A volte si aggrega ad altre specie di uccelli che si radunano presso i siti di foraggiamento. Talvolta si nutre anche dei frutti della palma da olio. Il richiamo che emette è un chu-weep che ricorda un po' quello emesso dall'averla cuculo maggiore (Coracina macei). Tra le altre vocalizzazioni figurano una sorta di grido o fischio e un verso stridulo simile a quello di un gabbiano.
Gli uccelli dell'India nord-orientale iniziano a riprodursi in aprile. Entrambi i genitori collaborano alla costruzione del nido, alla cova e alla nutrizione dei piccoli. Il nido è costituito da una piattaforma di ramoscelli sottili con una depressione al centro, foderata di fili d'erba e fibre a cui si sovrappongono foglie verdi. Le uova impiegano circa 26-27 giorni per schiudersi. I piccoli vengono alimentati prevalentemente con insetti.